# Миза (Бокситогорський район)
Миза (рос. Мыза) — присілок Бокситогорського району Ленінградської області Росії. Входить до складу Климовського сільського поселення.
Населення — 2 особи (2012 рік). 